# Messier 59
Messier 59 (NGC 4621) é uma galáxia elíptica localizada a cerca de sessenta milhões de anos-luz (aproximadamente 18,39 megaparsecs) de distância na direção da constelação de Virgem. Possui aproximadamente noventa mil anos-luz de diâmetro, uma magnitude aparente de 9,7, uma declinação de +11º 38' 48" e uma ascensão reta de 12 horas 42 minutos 02,4 segundos.
A galáxia NGC 4621 foi descoberta em 11 de Abril de 1779 por Johann Gottfried Koehler.
É membro das galáxias do aglomerado de Virgem. É uma das maiores galáxias elípticas neste aglomerado embora menor que M49, M60 e M87. Tem uma morfologia apreciavelmente achatada.

## Descoberta e visualização

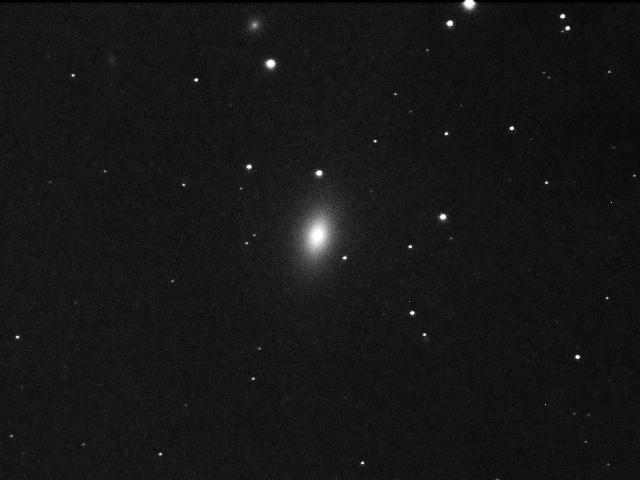
Messier 59, Ole Nielsen

A galáxia foi descoberta pelo alemão Johann Gottfried Köhler em 11 de abril de 1779, juntamente com Messier 60 enquanto observava um cometa naquele ano, também observado por Charles Messier, que também redescobriu independentemente a galáxia e Messier 60 quatro dias depois e descobriu Messier 58, que Köhler não observou apesar da proximadade dessa galáxia às outras duas. Segundo Messier, é uma galáxia tão tênue quanto M58 e mais fraca do que M60.

## Características
É uma das maiores galáxias elípticas pertencentes a galomerado de galáxias de Virgem, apenas menor que Messier 60 e Messier 87. Está situado a uma distância de 60 milhões de anos-luz da Terra e seu diâmetro aparente de 5 minutos de grau ao longo de seu semi-eixo maior corresponde a um diâmetro real de 87 000 anos-luz.
De acorco com William E. Harris, Messier 59 contém entre 1 500 a 2 300 aglomerados globulares, consideravelmente menos do que seus companheiros maiores do aglomerado, mas ainda assim uma ordem de magnitude a mais do que a Via-Láctea.